# واخز الجلد
واخِزُ الجِلْد (بالإنجليزية: Dermanyssus)‏ هوَ جنس من السوس من عائلة واخزات الجلد.

## الأنواع
هُناك عدة أنواع من واخز الجلد، وِمنها:
- واخز الجلد الدجاجي